# Хастингс, Боб
Боб Хастингс (англ. Bob Hastings;18 апреля 1925, Бруклин, Нью-Йорк, США — 30 июня 2014, Бербанк (Калифорния)) — американский актёр кино, телевидения и радио, мастер озвучивания.

## Биография
Сын торговца. Участник Второй мировой войны, служил штурманом на B-29 в авиационном корпусе США .
Начал свою карьеру на радио после Второй мировой войны. Позже в 1949 году, перешёл на телевидение, где снимался в ранних сериалах о галактических боевиках, таких как «Капитан Видео и его видеорейнджеры» (1949) и «Атомный отряд» (1953). Снимался в рекламе. Его первая повторяющаяся роль была сержант и лейтенант в «Шоу Фила Сильверса» (1955) (он же «Сержант Билко»).
Бо́льшую часть своей карьеры провёл на телевидении, стал известен такими ролями, как помощник капитана Бингемтона «лейтенант Элрой Карпентер» в сериале «Военно-морской флот Макхейла» (1962), один из двух Томми Келси в сериале «Все в семье» (1971) и «Капитан Рэмси» в "Главный госпиталь" (1963). Актёр также много озвучивал, в том числе «Ворон» в «Семейка монстров» (1964), в мультфильмах «Час приключений Супермена / Аквамена» (1967) и других.
Участвовал в съёмках около 180 кино-, телефильмов и сериалов, мультфильмов (как актёр озвучивания).
Умер от рака предстательной железы. Похоронен на кладбище Голливуд-Хиллз.

## Избранная фильмография
- 1961: Великий самозванец
- 1961: Дымок из ствола (ТВ-сериал)
- 1963: Сумеречная зона — Сэм
- 1964—1966: Семейка монстров (телесериал)
- 1967: Бэтмен (телесериал) — майор Бизли
- 1968: Бамбуковая летающая тарелка — Джек Гэрсон
- 1971: Зелёные просторы (ТВ-сериал) — шериф
- 1972: Приключение «Посейдона» — M.C.
- 1974: Аэропорт 1975 — друг Фримана в аэропорту
- 1977: Человек-паук — Монахан
- 1978-1986: Главный госпиталь (телесериал) — капитан Барт Рамси
- 1979: Скуби и Скрэппи-Ду
- 1979: Трое — это компания — Джон Калан
- 1980: Уолтоны — Карл
- 1992: Бэтмен (мультсериал) — комиссар Джеймс Гордон
- 1993: Бэтмен: Маска Фантазма — комиссар Джеймс Гордон
- 1996: Супермен (мультсериал)
- 1997-1999: Новые приключения Бэтмена — комиссар Джеймс Гордон
- 1998: Бэтмен и Мистер Фриз — комиссар Джеймс Гордон
- 2003: Бэтмен: Тайна Бэтвумен — комиссар Джеймс Гордон
- 2003: Статический шок  — комиссар Джеймс Гордон